# Nati nel 1940/Dicembre
| Questa pagina contiene informazioni ricavate automaticamente dalle voci biografiche con l'ausilio del template Bio e di un bot. L'aggiornamento è periodico e automatico e ricostruisce completamente la pagina. Se manca una persona in questa lista, sei pregato di non aggiungerla, ma accertati piuttosto che la sua voce biografica contenga il template Bio e che i dati anagrafici siano correttamente compilati. Se il template Bio manca, inseriscilo tu stesso o, in alternativa, metti l'avviso {{tmp\|Bio}} che ne segnala la mancanza. Se i dati riportati sono sbagliati, correggi direttamente la voce biografica; le modifiche saranno visibili in questa lista entro pochi giorni. Per chiarimenti vedi il progetto biografie. La lista contiene solo le 183 persone che sono citate nell'enciclopedia e per le quali è stato implementato correttamente il template Bio. Pagina aggiornata al 2 ago 2025. |

- 1º dicembre - Terry Erwin, entomologo statunitense († 2020)
- 1º dicembre - Gianni Festa, giornalista italiano
- 1º dicembre - Il Guardiano del Faro, compositore, tastierista e arrangiatore italiano
- 1º dicembre - Jerry Lawson, ingegnere e informatico statunitense († 2011)
- 1º dicembre - Minori Matsushima, attrice e doppiatrice giapponese († 2022)
- 1º dicembre - Richard Pryor, comico, cabarettista e attore statunitense († 2005)
- 1º dicembre - Tasso Wild, ex calciatore tedesco
- 2 dicembre - Willie Brown, giocatore di football americano e allenatore di football americano statunitense († 2019)
- 2 dicembre - Lucienne Camille, attrice e attrice pornografica britannica († 2006)
- 2 dicembre - Massimo Ciulli, arbitro di calcio italiano († 2023)
- 2 dicembre - Gregorio San Miguel, ex ciclista su strada spagnolo
- 2 dicembre - Lanfranco Turci, politico italiano
- 3 dicembre - Manuela Ferreira Leite, politica portoghese
- 3 dicembre - Javier Etxebarria, calciatore spagnolo († 2016)
- 3 dicembre - Mauro Galligani, fotoreporter italiano
- 3 dicembre - Jan Hamřík, ex slittinista cecoslovacco
- 3 dicembre - Georges Mauduit, ex sciatore alpino francese
- 3 dicembre - Kishin Shinoyama, fotografo giapponese († 2024)
- 4 dicembre - Gary Gilmore, criminale statunitense († 1977)
- 4 dicembre - Philippa Gould, ex nuotatrice neozelandese
- 4 dicembre - JoAnn Morgan, ingegnere statunitense
- 4 dicembre - Ulla Norden, cantante, conduttrice radiofonica e conduttrice televisiva tedesca († 2018)
- 4 dicembre - Richard Robbins, compositore statunitense († 2012)
- 5 dicembre - Alfred Heiß, ex calciatore tedesco-occidentale
- 5 dicembre - Boris Ignat'ev, ex calciatore e allenatore di calcio sovietico
- 5 dicembre - Annibale Marini, giurista italiano
- 5 dicembre - Paolo Pillitteri, politico, giornalista e critico cinematografico italiano († 2024)
- 5 dicembre - Giusto Sciacchitano, ex magistrato italiano
- 6 dicembre - Ivano Bertini, chimico italiano († 2012)
- 6 dicembre - Richard Edlund, effettista statunitense
- 6 dicembre - Elena Kafalieva, cestista bulgara († 2023)
- 6 dicembre - Romano Luperini, critico letterario, scrittore e politico italiano
- 6 dicembre - Pier Giuseppe Murgia, regista, sceneggiatore e scrittore italiano
- 7 dicembre - Silvio Ascenzi, politico, imprenditore e dirigente d'azienda italiano († 2024)
- 7 dicembre - Mame Madior Boye, politica senegalese
- 7 dicembre - Arturo Mercado, doppiatore e direttore del doppiaggio messicano
- 7 dicembre - Klaus Tschira, imprenditore tedesco († 2015)
- 7 dicembre - José Vázquez, calciatore argentino († 2016)
- 8 dicembre - Isabella Biagini, attrice cinematografica, showgirl e imitatrice italiana († 2018)
- 8 dicembre - Dudley W. Buffa, avvocato e scrittore statunitense
- 8 dicembre - Luigi Mascalaito, allenatore di calcio e ex calciatore italiano
- 9 dicembre - Gianni Cavina, attore e sceneggiatore italiano († 2022)
- 9 dicembre - Giorgio Chittolini, storico e medievista italiano († 2022)
- 9 dicembre - Masanari Nihei, attore giapponese († 2021)
- 9 dicembre - Don Michael Randel, musicologo e storico statunitense
- 9 dicembre - Adriano Romualdi, storico, saggista e politico italiano († 1973)
- 9 dicembre - Leonella Sgorbati, religiosa italiana († 2006)
- 10 dicembre - Giancarlo Cardini, pianista e compositore italiano († 2022)
- 10 dicembre - Anna Dmitrieva, tennista e telecronista sportiva sovietica († 2024)
- 10 dicembre - Dave Fedor, ex cestista statunitense
- 10 dicembre - Uriel Frisch, fisico e matematico francese
- 10 dicembre - Nazaré Pereira, cantante, compositrice e danzatrice brasiliana
- 10 dicembre - Santi Puglisi, ex cestista, allenatore di pallacanestro e dirigente sportivo italiano
- 10 dicembre - Gianna Raffaelli, attrice teatrale e scrittrice italiana
- 10 dicembre - Giampaolo Tronchin, canottiere italiano († 2021)
- 10 dicembre - Giuliano Turone, scrittore e ex magistrato italiano
- 11 dicembre - Edoardo Benvenuto, ingegnere italiano († 1998)
- 11 dicembre - David Gates, cantautore e musicista statunitense
- 11 dicembre - Eduardo Matos Moctezuma, archeologo messicano
- 11 dicembre - Donna Mills, attrice e produttrice televisiva statunitense
- 11 dicembre - Renzo Pascolat, politico italiano († 2023)
- 11 dicembre - Dave Richardson, hockeista su ghiaccio canadese († 2022)
- 12 dicembre - Friedemann Bedürftig, germanista, saggista e giornalista tedesco († 2010)
- 12 dicembre - Tom Brown, giocatore di football americano e giocatore di baseball statunitense († 2025)
- 12 dicembre - Leif Claesson, ex calciatore svedese
- 12 dicembre - Clive Clark, calciatore inglese († 2014)
- 12 dicembre - Arnaldo Jabor, regista, sceneggiatore e scrittore brasiliano († 2022)
- 12 dicembre - Dionne Warwick, cantante, attrice e conduttrice televisiva statunitense
- 12 dicembre - Ulla Wiesner, cantante tedesca
- 13 dicembre - Catherine Belsey, critica letteraria britannica († 2021)
- 13 dicembre - Edith Clever, attrice e regista teatrale tedesca
- 13 dicembre - John Martorano, mafioso e collaboratore di giustizia statunitense
- 14 dicembre - Vittorio Ambron, rugbista a 15 italiano († 2023)
- 14 dicembre - Consuelo Armijo, scrittrice e illustratrice spagnola († 2011)
- 14 dicembre - Leonardo Farinelli, bibliotecario, storico e giornalista italiano
- 14 dicembre - Miklós Meszéna, schermidore ungherese († 1995)
- 14 dicembre - Ernesto Pellegrini, imprenditore e dirigente sportivo italiano († 2025)
- 14 dicembre - Roberto Tacchini, ex calciatore italiano
- 14 dicembre - Sérgio Trindade, ingegnere brasiliano († 2020)
- 14 dicembre - Klaus Weinand, ex cestista tedesco
- 14 dicembre - Rafailo Kalik, monaco cristiano serbo
- 15 dicembre - Nick Buoniconti, giocatore di football americano statunitense († 2019)
- 15 dicembre - José María Lozano, ex cestista messicano
- 15 dicembre - Kenzo Tsujimoto, imprenditore giapponese
- 15 dicembre - Barbara Valentin, attrice austriaca († 2002)
- 15 dicembre - Geoffrey West, fisico britannico
- 16 dicembre - Sergio Bettini, calciatore italiano († 2011)
- 16 dicembre - Alighiero Boetti, artista italiano († 1994)
- 16 dicembre - Giordano Colausig, ex calciatore italiano
- 16 dicembre - Giancarlo Coraggio, magistrato italiano
- 16 dicembre - Norm Dicks, politico e avvocato statunitense
- 16 dicembre - Vincenzo Ferrari, giurista e sociologo italiano
- 16 dicembre - Don Hultz, ex giocatore di football americano statunitense
- 16 dicembre - Alberto Lavazza, imprenditore italiano
- 16 dicembre - Hervé Poulain, ex pilota automobilistico, imprenditore e mecenate francese
- 16 dicembre - Aldo Scarabosio, notaio e politico italiano
- 16 dicembre - Carlo Taormina, avvocato, politico e giurista italiano
- 17 dicembre - Édika, fumettista francese
- 17 dicembre - Nicolae Lupescu, calciatore rumeno († 2017)
- 17 dicembre - Gianni Carlo Sciolla, storico dell'arte e critico d'arte italiano († 2017)
- 17 dicembre - Gustavo Trigo, fumettista argentino († 1999)
- 18 dicembre - Antonio Baldassarre, costituzionalista italiano
- 18 dicembre - Ilario Castagner, dirigente sportivo, allenatore di calcio e calciatore italiano († 2023)
- 18 dicembre - John Cooper, ostacolista e velocista britannico († 1974)
- 18 dicembre - Ferruccio Gard, telecronista sportivo e pittore italiano
- 18 dicembre - Umberto Ginocchietti, stilista e imprenditore italiano († 2014)
- 18 dicembre - Klaus Wennemann, attore tedesco († 2000)
- 19 dicembre - Zvonko Bego, calciatore jugoslavo († 2018)
- 19 dicembre - Phil Ochs, cantautore statunitense († 1976)
- 20 dicembre - Osvaldo Bevilacqua, giornalista, autore televisivo e conduttore televisivo italiano
- 20 dicembre - Lidia Marchetti, cestista italiana († 2020)
- 20 dicembre - Orsolya Petró, cestista ungherese († 1988)
- 20 dicembre - Luisa Zambon, ex cestista italiana
- 21 dicembre - Kelly Cherry, scrittrice, poetessa e saggista statunitense († 2022)
- 21 dicembre - Gianni Dei, attore e cantante italiano († 2020)
- 21 dicembre - Matthew Fox, teologo e saggista statunitense
- 21 dicembre - Moritz de Hadeln, critico cinematografico inglese
- 21 dicembre - Sandro Mayer, giornalista, scrittore e personaggio televisivo italiano († 2018)
- 21 dicembre - Antonio Rossano, giornalista italiano († 2011)
- 21 dicembre - Kálmán Sóvári, calciatore ungherese († 2020)
- 21 dicembre - Frank Zappa, compositore, chitarrista e cantante statunitense († 1993)
- 22 dicembre - Jim McLaughlin, calciatore e allenatore di calcio nordirlandese († 2024)
- 22 dicembre - Harry Walden, calciatore inglese († 2018)
- 23 dicembre - Jorma Kaukonen, chitarrista statunitense
- 23 dicembre - Alberto Novelli, ex calciatore e allenatore di calcio italiano
- 23 dicembre - Alberto Trotta, pittore e incisore italiano († 1990)
- 24 dicembre - Amedeo Bellini, storico dell'architettura e restauratore italiano
- 24 dicembre - Janet Carroll, attrice statunitense († 2012)
- 24 dicembre - Michael Cook, storico e islamista britannico
- 24 dicembre - Bill Crothers, ex mezzofondista e velocista canadese
- 24 dicembre - Sharon Farrell, attrice statunitense († 2023)
- 24 dicembre - Anthony Fauci, immunologo statunitense
- 24 dicembre - Grigorij Kriss, ex schermidore sovietico
- 24 dicembre - Erich Maas, ex calciatore tedesco
- 24 dicembre - Vjačeslav Novikov, ex cestista sovietico
- 24 dicembre - Jan Stráský, politico cecoslovacco († 2019)
- 24 dicembre - Ugo Tomeazzi, allenatore di calcio e ex calciatore italiano
- 25 dicembre - Pete Brown, poeta, paroliere e produttore discografico britannico († 2023)
- 25 dicembre - Nicola De Buono, attore italiano
- 25 dicembre - Niilo Halonen, ex saltatore con gli sci finlandese
- 25 dicembre - Mónica Jiménez, diplomatica e politica cilena († 2020)
- 25 dicembre - Strong Kobayashi, wrestler e attore giapponese († 2021)
- 25 dicembre - Natalina Sanguinetti, ex schermitrice italiana
- 25 dicembre - Muse Hassan Sheikh Sayid Abdulle, politico somalo
- 25 dicembre - Hilary Spurling, scrittrice e biografa britannica
- 25 dicembre - Wolfgang Stürner, storico tedesco
- 26 dicembre - Vittorio Dotti, avvocato e ex politico italiano
- 26 dicembre - Roberto Masi, pittore italiano († 2011)
- 26 dicembre - Teruki Miyamoto, calciatore giapponese († 2000)
- 26 dicembre - Edward Prescott, economista statunitense († 2022)
- 26 dicembre - Vladimir Rubašvili, lottatore sovietico († 1964)
- 26 dicembre - Dave Way, cestista canadese († 2007)
- 27 dicembre - Enrico Bacher, hockeista su ghiaccio italiano († 2021)
- 27 dicembre - Pino Berengo Gardin, annunciatore televisivo italiano
- 27 dicembre - William Cliff, poeta belga
- 27 dicembre - Willi Hofmann, bobbista svizzero
- 27 dicembre - Thomas Nguyễn Văn Tân, vescovo cattolico vietnamita († 2013)
- 28 dicembre - Emilio Nicola Buccico, avvocato e politico italiano
- 28 dicembre - Jerry Grote, ex cestista statunitense
- 28 dicembre - Luigi Paganetto, economista italiano
- 28 dicembre - Paulos Vasileiou, ex calciatore greco
- 28 dicembre - Doug Walgren, politico statunitense
- 29 dicembre - Marzio Bonferroni, saggista italiano († 2022)
- 29 dicembre - Giancarlo Borra, politico italiano
- 29 dicembre - Bruno Carmeni, judoka italiano
- 29 dicembre - Nestor Combin, ex calciatore argentino
- 29 dicembre - Jeannot Gilbert, ex hockeista su ghiaccio canadese
- 29 dicembre - Tomás Gutiérrez Ferrer, cestista portoricano († 2018)
- 29 dicembre - Peter Koelewijn, cantautore e produttore discografico olandese
- 29 dicembre - Brigitte Kronauer, scrittrice tedesca († 2019)
- 30 dicembre - Augusta Acconcia Longo, filologa e bizantinista italiana († 2016)
- 30 dicembre - Sergio Bitar, politico cileno
- 30 dicembre - Bruno Corazzari, attore italiano († 2021)
- 30 dicembre - Sergio Doplicher, fisico e matematico italiano
- 30 dicembre - Mel Gibson, ex cestista e allenatore di pallacanestro statunitense
- 30 dicembre - Willie O'Neill, calciatore scozzese († 2011)
- 31 dicembre - Tim Considine, attore e fotografo statunitense († 2022)
- 31 dicembre - José de Anchieta Fontana, calciatore brasiliano († 1980)
- 31 dicembre - Luis Giampietri, ammiraglio e politico peruviano († 2023)
- 31 dicembre - Imi Knoebel, pittore tedesco
- 31 dicembre - Henry Largie, calciatore giamaicano († 2020)
- 31 dicembre - Umberto Risi, ex siepista e mezzofondista italiano
- 31 dicembre - Luis Rubiños, ex calciatore peruviano